# エラーバー

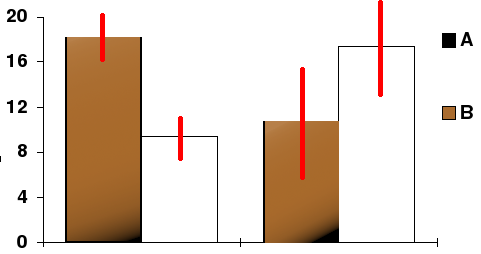
信頼区間（赤線）が示された棒グラフ

エラーバー（英: error bar）は、データの変動性の図形描写であり、誤差（エラー）あるいは報告された測定の不確かさを示すためにグラフにおいて使用される。エラーバーは測定がどれほど正確か、逆にいえば、真の値が報告された値からどれほど離れているかの概念を与える。エラーバーはしばしば、不確かさの標準偏差、標準誤差、あるいは任意の信頼区間（例えば95%信頼区間）を表わす。これらの量は同じではないため、グラフあるいは説明文にはエラーバーが何を表わしているかを明確に記さなければならない。
エラーバーは、2つの量を視覚的に比較し、差が統計的に有意であるかを決定することができる。また、エラーバーは任意の関数の適合度検定、すなわち関数がデータをいかに良く記述しているかを示すことができる。実験科学の科学論文では、全てのグラフにエラーバーを含めることが期待されるが、その慣例は分野ごとに幾分異なっており、それぞれの学術雑誌が独自のスタイルガイドを持つ。